# Leucania incognita
Leucania incognita är en fjärilsart som beskrevs av Max Wilhelm Karl Draudt 1934. Leucania incognita ingår i släktet Leucania och familjen nattflyn. Inga underarter finns listade i Catalogue of Life.